# Cape Clear Distillery
Cape Clear Distillery (Iers: Drioglann Inis Cléire) is een destilleerderij op het Ierse Cleareiland. Ze werd gesticht in 2016 door Séamus Ó Drisceoil. De distillerie produceert sinds 2019 gin (3 SQ. MILES en O'Driscoll's) met op het eiland gekweekte of geplukte kamperfoelie, fuchsia en kelp, en sinds 2023 met lavendel.